# Falso vacío

Un campo escalar φ en un falso vacío.

El falso vacío es el concepto de la teoría cuántica de campos, relacionado con el de vacío cuántico, que alude a una región metaestable en el espacio que parece estar vacía —es decir, que está desprovista totalmente de materia—, pero que en realidad contiene en su interior alguna forma de energía a nivel de fluctuaciones cuánticas.
La teoría del falso vacío ha sido esgrimida para explicar qué existía en el universo antes de producirse el Big Bang, ya que al liberarse esta energía almacenada en una pequeña región, se supone que el falso vacío se desintegra. Tal debió ser el desencadenante del Big Bang, el cual daría lugar a la expansión o inflación cósmica del universo.

El estado de falso vacío es un estado peculiar e inestable que surge de manera natural en las teorías cuánticas de campos. Una vez una pequeña región del universo se ha materializado en dicho estado, empieza a expandirse de forma exponencial impulsada por un efecto gravitatorio "repulsivo" que resulta de una combinación de las propiedades peculiares del falso vacío y de las ecuaciones de la Relatividad General (en un efecto análogo al de la famosa constante cosmológica). Durante la expansión, el estado de falso vacío empieza a decaer en vacío habitual produciéndose una sopa muy caliente de partículas que precisamente corresponde al punto de partida del Big Bang estándar.

## Teoría Coleman-De Luccia
En un artículo publicado en 1980 por los físicos Sidney Coleman y Frank de Luccia se puso propuesto que nuestro universo se halla actualmente, de hecho, en un estado de falso vacío, que podría transformarse, mediante un efecto túnel, en vacío auténtico. De ser así, la transición a este se produciría en forma de una burbuja que aparecería en cualquier punto del espacio y que inmediatamente empezaría a expandirse a la velocidad de la luz, convirtiendo al falso vacío en vacío auténtico, de tal modo que nadie que se hallara fuera de dicha burbuja podría percatarse de ello. Dentro de la burbuja, las leyes físicas y los valores de las diferentes constantes físicas cambiarían de modo radical, con las consecuencias imaginables para la materia, la energía, y el espacio-tiempo absorbidas allí. A causa del potente campo gravitatorio existente, en el centro de la burbuja se formaría una singularidad en la cual acabaría colapsando toda la materia contenida en la misma. Este proceso se propagaría a todo el universo, que dejaría de existir tal y como lo conocemos.
Tal sería un hipotético escenario del fin de los tiempos, que se une a teorías del destino último del universo como la del Big Crunch, el Big Freeze, o el Big Rip. Este efecto se ha pensado que podría ser provocado por experimentos con aceleradores de partículas, que concentran energías muy elevadas en volúmenes de espacio pequeños; sin embargo, la presencia de rayos cósmicos con energías muy superiores a las que generan los aceleradores de partículas existentes en la actualidad, parece descartar esta hipótesis, al menos en las condiciones experimentales actuales; de hecho, no sólo es imposible saber cuándo se podría producir ésta transición a un vacío auténtico sino que es  controvertido que nuestro universo pueda experimentarla.
Otra posibilidad, de acuerdo con la teoría de los muchos mundos, es un proceso similar al anterior, pero a la inversa —una burbuja de falso vacío rodeada de vacío auténtico—. En este caso, dadas determinadas circunstancias, la burbuja acabaría creciendo de manera exponencial, desconectándose del espacio-tiempo original y convirtiéndose en un universo independiente (Universo bebé). Visto desde el interior de la burbuja, el universo parecería sujeto a una expansión acelerada; la vista desde el exterior mostraría algo parecido a un agujero negro colapsándose y desconectándose del resto del universo.